# Avenue de la Porte-de-Charenton
L'avenue de la Porte-de-Charenton est une voie située dans les quartiers de Bercy et de Picpus du 12e arrondissement de Paris, en France.

## Situation et accès
Située à la porte de Charenton entre le boulevard Poniatowski et la commune de Charenton-le-Pont, l'avenue est orientée dans une direction nord-ouest/sud-est. Longue de 360 mètres, elle prolonge la rue de Charenton au-delà du boulevard et se transforme en rue de Paris, à Charenton.
L'avenue de la Porte-de-Charenton est accessible à proximité par la ligne 8 à la station Porte de Charenton et par la ligne 3a du tramway d'Île-de-France à l'arrêt Porte de Charenton.

## Origine du nom

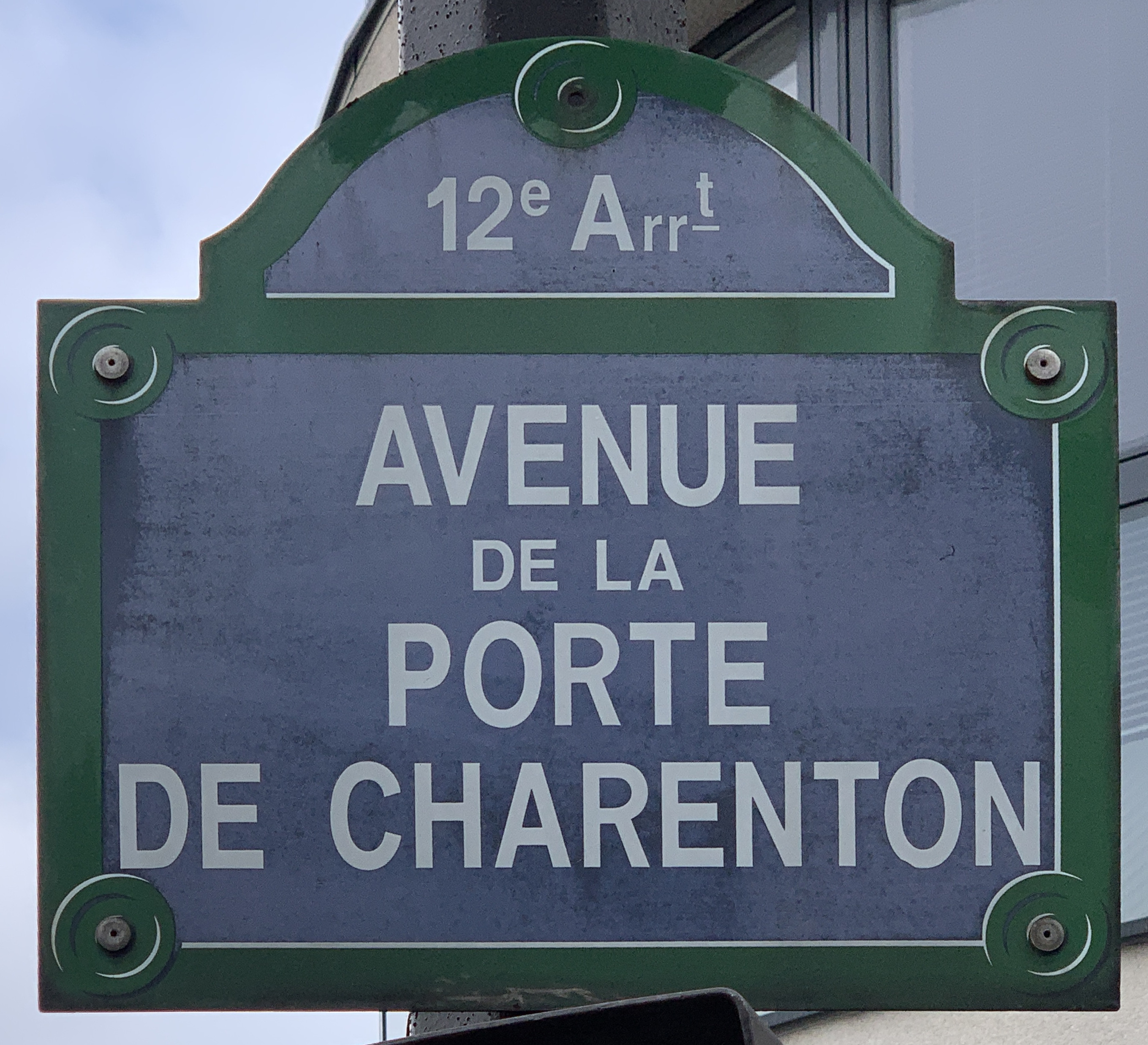
Plaque de l'avenue.

Elle porte ce nom car elle est située en partie sur l'emplacement de l'ancienne porte de Charenton de l'enceinte de Thiers à laquelle elle mène.

## Historique
La création de l'avenue remonte à l'annexion par Paris d'un territoire de Charenton-le-Pont, le 18 avril 1929, permettant le rattachement du bois de Vincennes à la capitale (le bois est auparavant séparé du reste de la ville par les communes de Charenton-le-Pont et de Saint-Mandé). L'avenue est aménagée à l'emplacement de l'ancienne enceinte de Thiers, entre les bastions nos 3 et 4 ; y est ajoutée l'extrémité de la rue de Paris détachée de Charenton-le-Pont.
L'avenue est nommée le 11 août 1930, numérotée le 27 mars 1931 et classée le 11 octobre 1932.

## Bâtiments remarquables et lieux de mémoire
- En partant du boulevard Poniatowski, le côté droit de l'avenue est presque entièrement bordé par le cimetière Valmy. Le côté gauche est initialement constitué par une petite placette sans construction, par l'extrémité du centre sportif Léo-Lagrange, puis par celle du bois de Vincennes. À gauche, l'avenue est rejointe par la rue Ferdinand-de-Béhagle, la route des Fortifications et l'avenue de Gravelle ; à droite, la seule voie qui la rejoint est la voie AI/12, une petite allée piétonne en partie située sur Charenton-le-Pont. Juste avant cette commune, l'avenue passe également au-dessus des voies du périphérique.
- L'avenue de la Porte-de-Charenton ne comporte aucune habitation. L'Amicale des pêcheurs du bois de Vincennes y possède cependant une petite construction au no 19, juste avant le franchissement du périphérique.

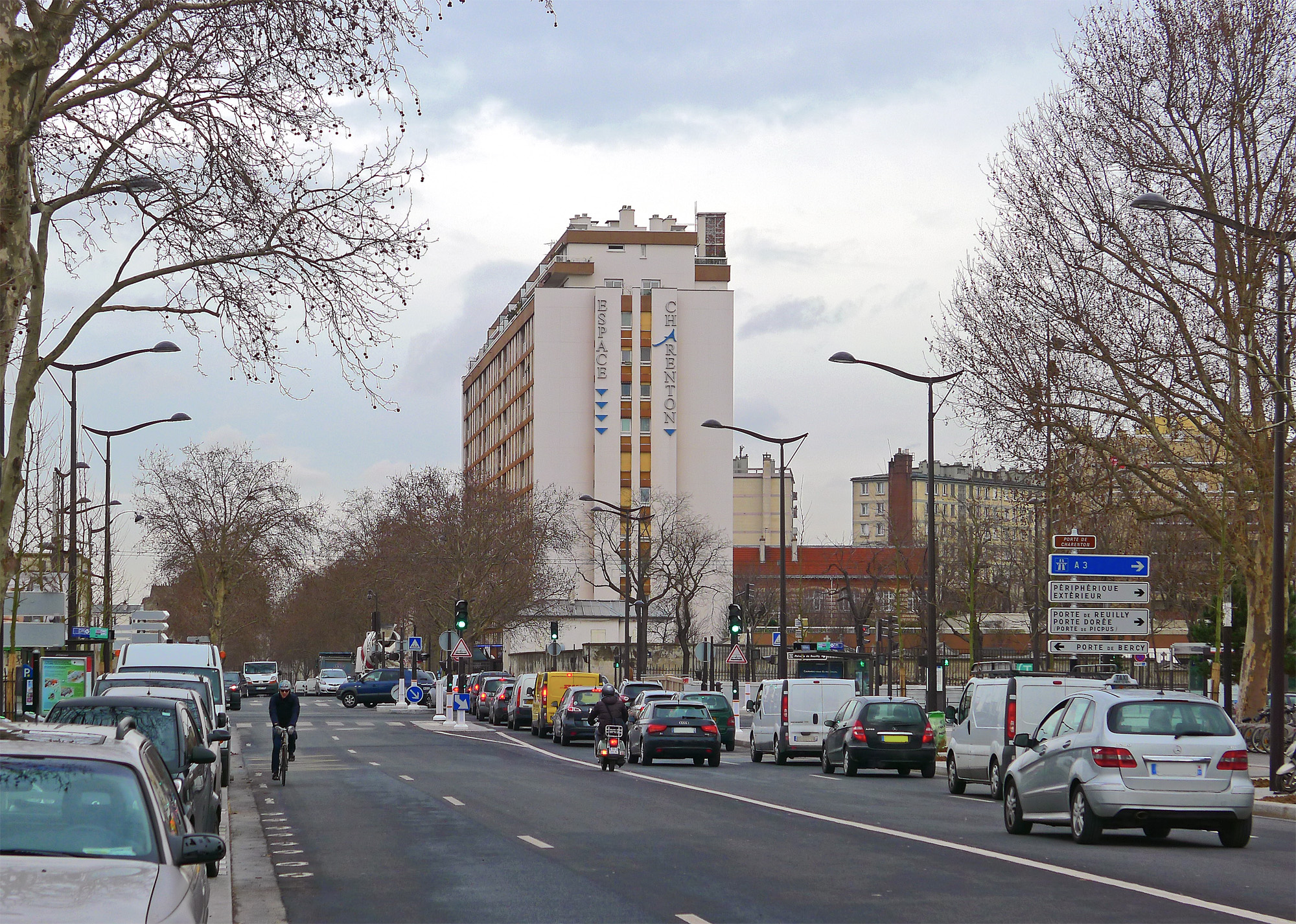
L'avenue rejoint la porte de Charenton.
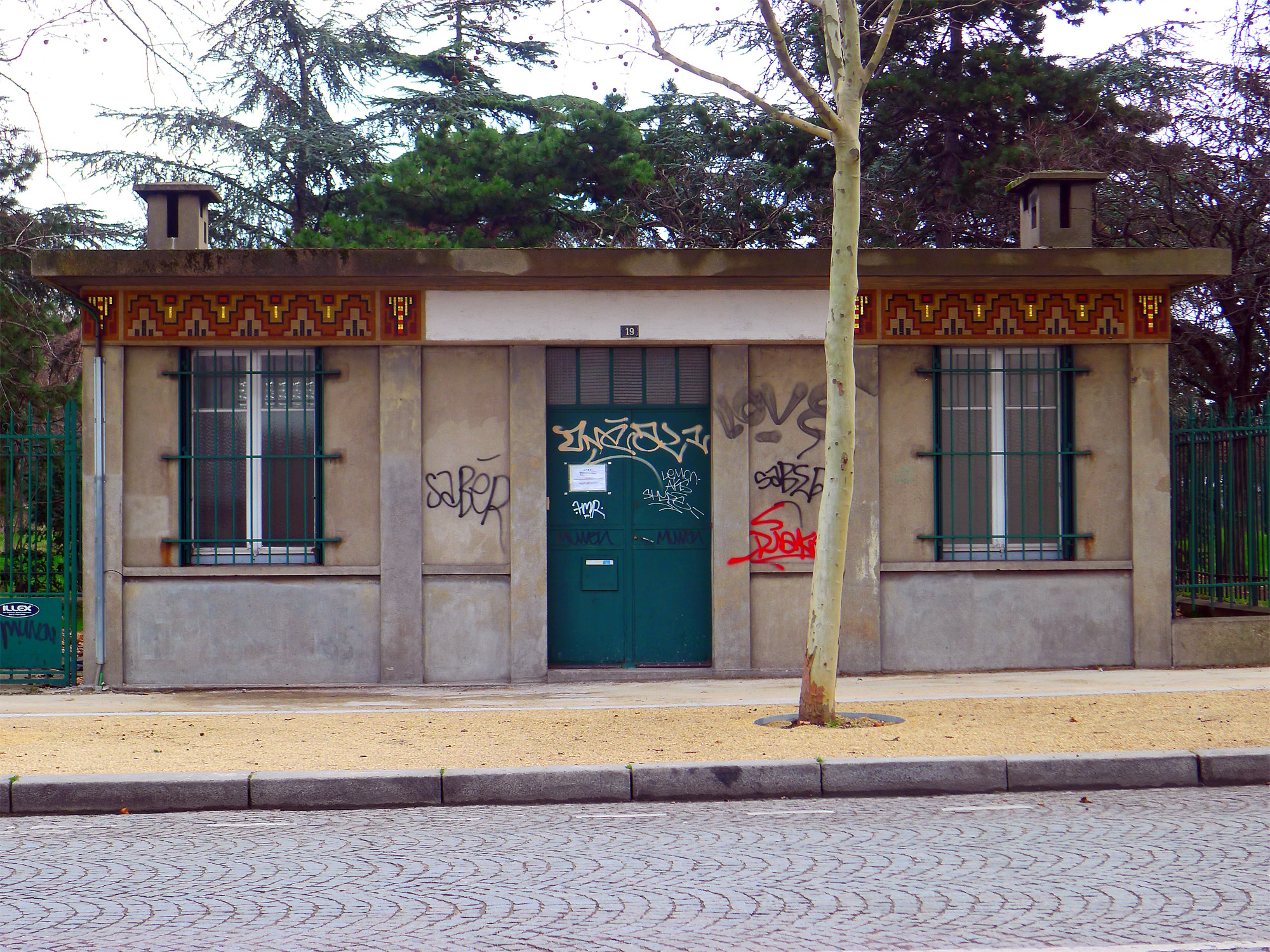
No 19 : une des rares constructions de l'avenue.
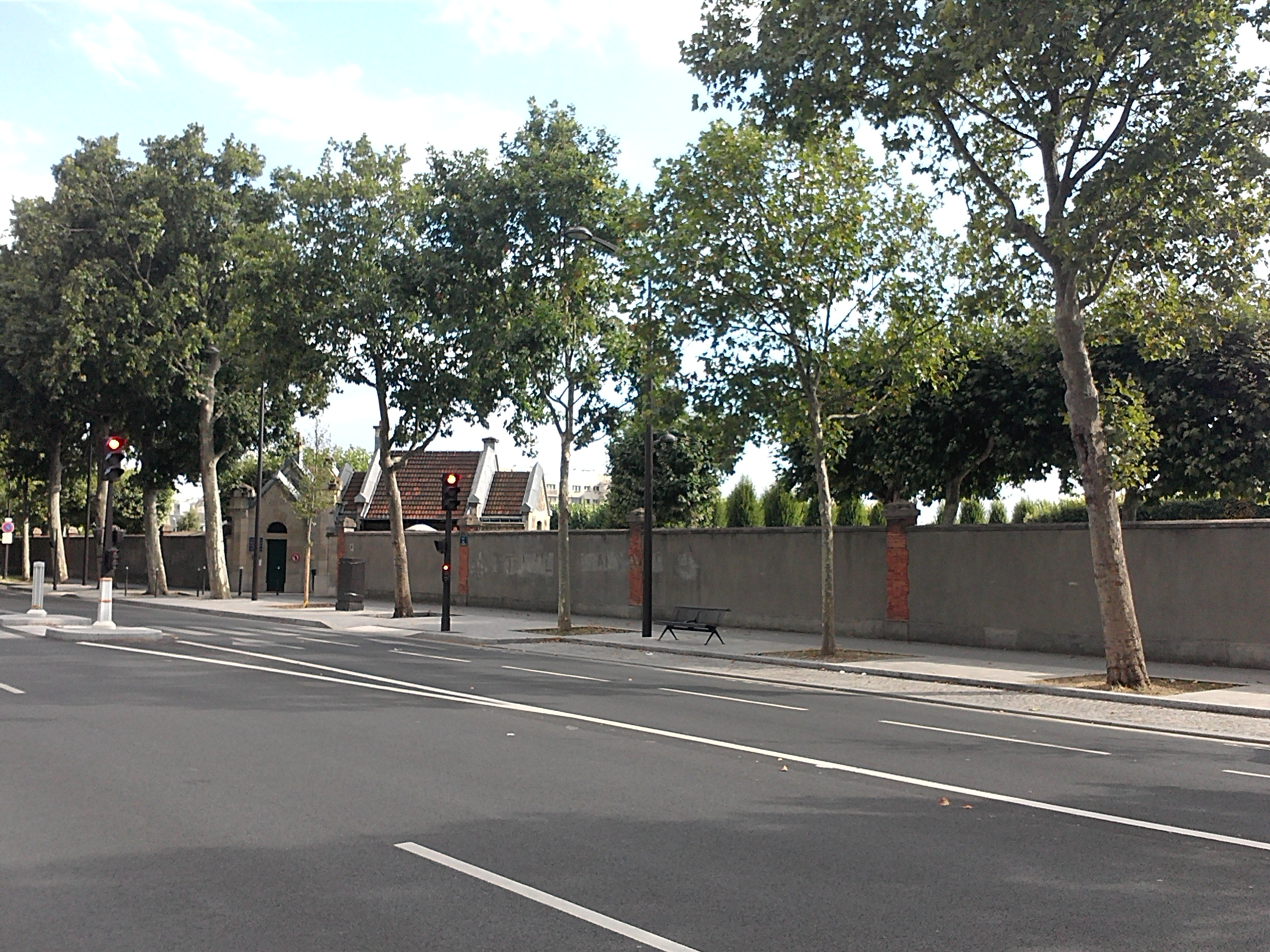
L'entrée du cimetière Valmy.